# Andrzej Brocki
Andrzej Brocki (ur. 5 października 1964 w Jednorożcu) – polski nauczyciel, magister pedagogiki, dyrektor szkoły, działacz społeczny.

## Życiorys
Andrzej Brocki urodził się 5 października w 1964 w rodzinie robotniczej w Jednorożcu, w powiecie przasnyskim. Szkołę podstawową ukończył w 1979. W tym samym roku rozpoczął naukę w Technikum Mechanicznym w Przasnyszu, które ukończył w 1984. Po ukończeniu technikum podjął pracę w przasnyskim PKS-ie. Następnie został powołany do odbycia służby wojskowej w 124 pułku artylerii przeciwlotniczej w Szczecinie i po jej zakończeniu został dyspozytorem w PKS-ie w Przasnyszu. 
W dniu 1 września 1987 rozpoczął pracę jako nauczyciel zawodu w ZSZ w Przasnyszu. Równolegle z pracą nauczycielską pogłębiał wykształcenie: Pedagogiczne Studium Techniczne (1989); studia licencjackie (2002); studia magisterskie (2004). W 2001 został powołany przez dyrektora Zespołu Szkół Zawodowych Henryka Mocka na stanowisko zastępcy kierownika warsztatów, a rok później został ich kierownikiem. W 2004 starosta przasnyski powołał go na dyrektora, utworzonego na bazie warsztatów szkolnych, Centrum Kształcenia Praktycznego, którym był do 2010. W 2006 ukończył studia podyplomowe (Organizacja Zarządzania i Doradztwo Szkolne i Zawodowe). 
1 września 2010 został mianowany na dyrektora Zespołu Szkół Ponadgimnazjalnych w Przasnyszu, którym był do 2021, kończąc 31 sierpnia kadencję dyrektora Zespołu Szkół Powiatowych im. mjra H. Sucharskiego w Przasnyszu. Był nagradzany nagrodami dyrektora szkoły i starosty przasnyskiego. W 2022 objął stanowisko inspektora ds. koordynacji pracy szkół i placówek oświatowych w referacie ds. finansów oświaty i sportu w Urzędzie Miasta w Przasnyszu.

## Ordery, odznaczenia i wyróżnienia[5][6]
- Złoty Krzyż Zasługi
- Medal Komisji Edukacji Narodowej
- Złota Odznaka ZNP

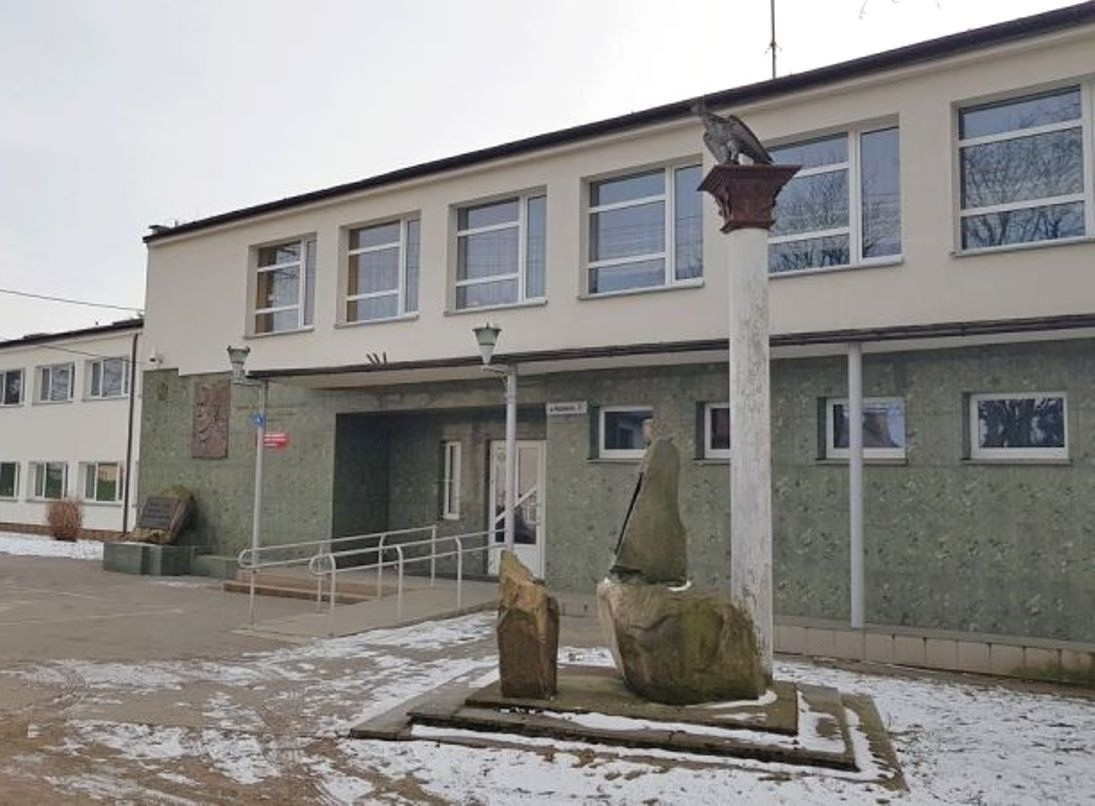
Szkoła ZSZ, której był dyrektorem

- Odznaka „Zasłużony Działacz Kultury”
- Złota Odznaka „Za zasługi dla Województwa Ostrołęckiego”
- Odznaka pamiątkowa 2 Ośrodka Radioelektronicznego – 2021[7]
- nagrody od MEN, Kuratora Oświaty i
- nagrody od Starosty Powiatu Przasnyskiego[8]

i inne